# Sinisa Radovic
Pour les articles homonymes, voir Radović.
Siniša Radović (cyrillique serbe : Синиша Радовић, né le 23 juillet 1966, à Zagreb) est un auteur et dessinateur de bande dessinée serbe. Il vit à Belgrade, en Serbie.

## Biographie
En 1989, il sort diplômé de l'Académie des Beaux-Arts de Moscou, spécialisé en "graphisme des livres". 
Il dessine notamment la série La Fille du Yukon, le premier tome du diptyque Van Helsing contre Jack l'Éventreur et  « Adam Wild » d’après le scénario de Gianfranco Manfredi.